# Аразов, Аннамурад
Аннамурад (Анна-Мурад) Аразов (1912—1967) — директор совхоза «Талимарджан» Чарджоуской области Туркменской ССР, Герой Социалистического Труда (1958).
Родился в 1912 году в ауле Талимерджан (сейчас — Ходжамбазский этрап Лебапского велаята Туркмении). Член КПСС с 1943 года.
В 1934 году окончил животноводческий факультет Туркменского сельскохозяйственного института (Ашхабад).
Работал зоотехником, старшим зоотехником в каракулеводческом совхозе «Талимарджан» Кёркинского района Чарджоуской области Туркменской ССР, образованном в 1932 году после конфискации у баев их отар овец.
За ударный труд в военное и первое послевоенное время награждён орденами «Знак Почёта» (08.09.1945) и Трудового Красного Знамени (15.09.1948). Заслуженный зоотехник Туркменской ССР (1950).
С 1952 года директор овцеводческого совхоза «Талимарджан». Это крупное государственное хозяйство, имея пастбища в размере 160 тыс. га, содержало на них в 1954 г. 46 тыс. . каракульских овец, а в 1955 г. −50 тыс. голов, занимало одно из первых мест в республике по продуктивности овец. В 1953 году на каждые 100 маток было получено 113 ягнят, в 1954 и 1955 гг. по 108 ягнят. Количество смушков первого сорта доведено до 90 процентов.
За достижение высоких показателей награждён вторым орденом "Знак Почёта (14.02.1957).
В конце 1950-х годов его совхоз одним из первых в республике приступил к разведению овец окраски сур и, начиная с 1960 года, продавал племенных баранчиков другим хозяйствам.
Указом Президиума Верховного Совета СССР от 5 июня 1958 года за выдающиеся успехи, достигнутые в деле развития овцеводства, увеличения производства и сдачи государству мяса, шерсти и каракульских смушек в 1957 году, и широкое применение в практике своей работы достижений науки и передового опыта присвоено звание Героя Социалистического Труда с вручением ордена Ленина и золотой медали «Серп и Молот».
Награждён золотой и серебряной медалями ВСХВ.
С 1966 года на пенсии по состоянию здоровья. Умер в Талимарджане в 1967 году.
Сочинения:
- Больше каракульских смушек высокого качества [Текст] / А. Аразов, дир. совхоза «Талимарджан» Туркм. ССР. — Москва : Изд-во М-ва совхозов СССР, 1955. — 10 с.; 20 см.
- Больше каракульских смушек первых сортов [Текст] / А. Аразов, дир. совхоза «Талимарджан» Керкин. района. — Москва : Изд-во М-ва совхозов СССР, 1955. — 7 с.; 20 см. — (Опыт участников ВСХВ — всем совхозам).
- Каракулеводческий совхоз «Талимарджан» [Текст] / А. М. Аразов, Д. А. Соловых ; М-во сельского хозяйства Туркм. ССР. — Ашхабад : Туркменгосиздат, 1958. — 12 с. : портр.; 19 см.
- Опыт работы совхоза «Талимарджан» по развитию овцеводства и повышению его продуктивности [Текст] / А. М. Аразов, Д. Соловых. — Ашхабад : Туркменгосиздат, 1955. — 24 с. : ил.; 20 см. — (Участник Всесоюзной сельскохозяйственной выставки Туркменской ССР).
- Аразов А. М. Каждое хозяйство может быть высокорентабельным . [ О развитии животноводства в совхозе «Талимарджан» . Рассказ дир . совхоза ] . Туркм . искра , 1955 , 2 авг.